# Pustolovine Sherlocka Holmesa (televizijska serija)
Pustolovine Sherlocka Holmesa (engleski The Adventures of Sherlock Holmes) je naziv dan adaptaciji priča o Sherlocku Holmesu koje je napravila Granada Television između 1984. i 1994., a prve dvije sezone serijala su i nosile naziv Pustolovine Sherlocka Holmesa. Serija je originalno prikazivana na britanskom ITV-u, a Jeremy Brett je igrao ulogu slavnog detektiva. Danas se Brettova interpretacija Holmesa smatra krajnjom scenskom verzijom, ujedno i najrealnijom i najvjerodostojnijom, detektiva, ali ta tema je još uvijek pod diskusijom. Holmesov prijatelj i suradnik doktor John Hamish Watson, koji je portretiran kao tipični pomoćnik kakvoga je Holmes želio, je u Pustolovinama igran od strane Davida Burkea, no on je otišao iz serije kako bi mogao provesti više vremena sa svojim sinom i suprugom. Burke je kao svoju zamjenu predložio glumca Edwarda Hardwickea, koji je tumačio Watsona od Burkeova odlaska do kraja serijala. 

## O seriji
Producent serije je isprva bio Michael Cox, da bi ga kasnije zamijenila June Wyndham Davies. Scenarij za većinu epizoda napisao je John Hawkesworth. Ostali scenaristi su Jeremy Paul, T. R. Bowen i Alan Plater. Istovijetna replika Baker Streeta 221B je napravljena u Granadinom studiju u ulici Quay u Manchesteru. Studio je kasnije postao turistička atrakcija, ali je zatvoren 1999.
Pored Bretta, Burkea i Hardwickea, stalnu glumačku ekipu su sačinjavali Rosalie Williams kao gđa. Hudson i Colin Jeavons kao inspektor Lestrade iz Scotland Yarda. Charles Gray je nekoliko puta glumio Holmesovog brata Mycrofta, dok je Eric Porter igrao Holmesovog životnog neprijatelja profesora Moriartyja.
U seriji je adaptirana 41 od 60 priča o Holmesu koje je napisao Sir Arthur Conan Doyle. Snimljeno je preko 36 sati materijala i pet specijalnih cijelovečernjih epizoda. Snimanje serije je prekinuto poslije smrti Jeremyja Bretta od srčanog udara 1995. god.

## Epizode
- Pustolovine Sherlocka Holmesa

1984.
1. Skandal u Češkoj — 24. travnja 1984.
2. Likovi plesača — 1. svibnja 1984.
3. Pomorski sporazum — 8. svibnja 1984.
4. Usamljeni biciklist — 15. svibnja 1984.
5. Nakaza — 22. svibnja 1984.
6. Šarena uzica — 29. svibnja 1984.
7. Plavi dragulj — 5. lipnja 1984.

1985.
1. Bakrene bukve — 25. kolovoza 1985.
2. Grčki prevoditelj — 1. rujna 1985.
3. Norwoodski graditelj — 8. rujna 1985.
4. Pacijent-stanar — 15. rujna 1985.
5. Savez riđokosih — 22. rujna 1985.
6. Posljednji problem — 29. rujna 1985.

- Povratak Sherlocka Holmesa

1986.
1. Avantura nenastanjene kuće — 9. srpnja 1986.
2. Opatski majur — 16. srpnja 1986.
3. Musgraveski ritual — 23. srpnja 1986.
4. Druga mrlja — 30. srpnja 1986.
5. Čovjek s iskrivljenom usnom — 6. kolovoza 1986.
6. Muška katolička crkva — 13. kolovoza 1986.
7. Šest Napoleona — 20. kolovoza 1986.

1987.
1. Znak četvorice — 29. prosinca 1987. (cijelovečernja epizoda).

1988.
1. Đavolje stopalo — 6. travnja 1988.
2. Srebreni plamen — 13. travnja 1988.
3. Wisteria Lodge — 20. travnja 1988.
4. The Bruce-Partington Plans — 27. travnja 1988.
5. Baskervilski pas — 31. kolovoza 1988. (cijelovečernja epizoda).

- Knjiga slučajeva Sherlocka Holmesa

1991.
1. Nestanak Lady Frances Carfax — 21. veljače 1991.
2. Problem Thorskog mostae — 28. veljače 1991.
3. Shoscombe Old Place — 7. ožujka 1991.
4. Boskomska dolina — 14. ožujka 1991.
5. The Illustrious Client — 21. ožujka 1991.
6. The Creeping Man — 28. ožujka 1991.

1992.
1. Vrhunski ucjenjivač — 2. siječnja 1992. (cijelovečernja epizoda; prema priči Pustolovina Charlesa Augustusa Milvertona).

1993.
1. Posljednji vampir — 27. siječnja 1993. (cijelovečernja epizoda; prema priči Vampir iz Sussexa).
2. Pogodni prosac — 10. i 17. veljače 1993. (dvodijelna epizoda, nekad prikazivana i kao jedna cijelovečernja epizoda. Prema priči Plemeniti prosac).

- Memoari Sherlocka Holmesa

1994.
1. The Three Gables — 7. ožujka 1994.
2. Umirući detektiv — 14. ožujka 1994.
3. The Golden Pince-Nez — 21. ožujka 1994. (Edward Hardwicke nije tumačio Watsona, jer je dovršavao drugi film. Umjesto njega, Charles Gray je nastupio Mycroft Holmes, zamijenivši Watsona u priči).
4. Crveni krug — 28. ožujka 1994.
5. The Mazarin Stone — 4. travnja 1994. (Sadrži materijale iz priče The Adventure of the Three Garridebs. Jeremy Brett nastupa samo u kameo ulozi kao Holmes zbog lošeg zdravljah. Umjesto njega, Charles Gray se ponovno pojavljuje kao Mycroft Holmes).
6. Kartonska kutija — 11. travnja 1994.

## Vanjske poveznice
- Pustolovine Sherlocka Holmesa u internetskoj bazi filmova IMDb-a
- The Adventures of Sherlock Holmes at TV.com
- Interview with producer June Wyndham Davies
- A Reason to Go On Living: Jeremy Brett's Holmes  Arhivirana inačica izvorne stranice od 27. rujna 2007. (Wayback Machine)